# مغامرة نظارة الأنف الذهبية
مغامرة نظَّارة الأنف الذهبية (بالإنجليزية: The Adventure of the Golden Pince-Nez)‏ واحدة من 56 قصة قصيرة لشرلوك هولمز من تأليف آرثر كونان دويل. وواحدة من 13 قصة تتضمنها سلسلة عودة شيرلوك هولمز. نشرت القصة في عام 1904.

## الترجمة العربية
مغامرة نظَّارة الأنف الذهبية، مؤسسة هنداوي، ترجمة دينا عادل غراب ومراجعة زينب عاطف.